# Pavillon de chasse de Glienicke
Le pavillon de chasse de Glienicke (en allemand : Jagdschloss Glienicke), est un bâtiment de la fin du XVIIe siècle destiné à la chasse des princes de Hohenzollern. Les travaux, dus à l'architecte huguenot Charles Philippe Dieussart, débutèrent en 1682 sous Frédéric-Guillaume Ier de Brandebourg et furent terminés, en 1693, sous Frédéric-Guillaume Ier de Prusse. Il est situé à côté du château de Glienicke.
Ce pavillon de chasse de Glienicke est un manoir ou gentilhommière de style baroque.
Après avoir changé de propriétaires et être devenu un orphelinat dans la première moitié du XIXe siècle, le prince Charles de Prusse embaucha l'architecte Ferdinand von Arnim pour rénover cet édifice dans un style néo-baroque pour son fils Frédéric-Charles de Prusse. Le prince Frédéric-Léopold de Prusse le fit entièrement rénover par Albert Geyer, délaissant au contraire le château paternel de Glienicke.
En 1939, la ville de Berlin devint propriétaire du pavillon de chasse de Glienicke.
Après la Seconde Guerre mondiale, le bâtiment fut occupé par l'armée rouge et devint une école de cadets militaires soviétiques. Par la suite, le pavillon devint une auberge de jeunesse est-allemande, puis un lieur de dépôt et d'archivage des films des studios Universum Film AG.
En 1963/1964, l'architecte Max Taut rénove entièrement le pavillon de chasse en y ajoutant des baies vitrées. 
Le 31 mars 2003, un incendie ravagea l'aile sud du château. Les causes de l'incendie étaient un court-circuit d'origine électrique. Comme le château n'avait pas d'alarme incendie, les dégâts furent importants. Les travaux de remise en état coûtèrent environ 400 000 euros.

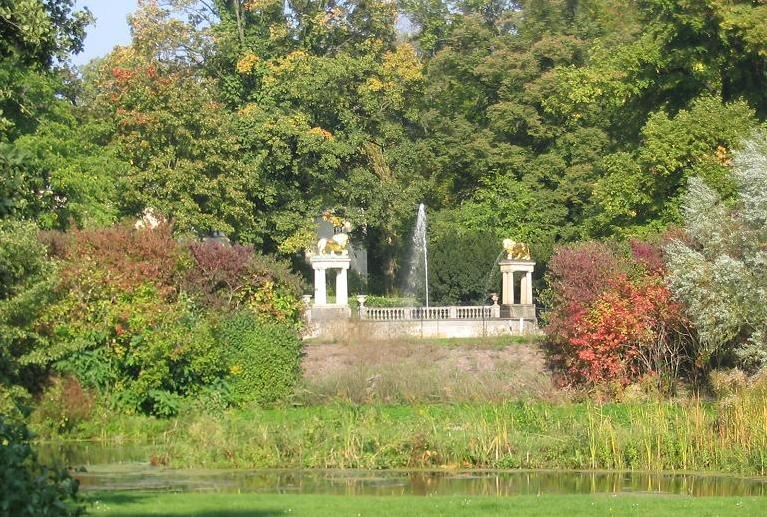
Bassin et fontaine au pavillon de chasse de Glienicke.

Depuis 2005, les locaux sont utilisés pour des formations socio-éducatives par les services de l'administration du Sénat de Berlin pour l'éducation, la science et de la recherche. 
Le pavillon de chasse est inscrit au Patrimoine mondial de l'UNESCO.